# Perret
Perret (bretonisch Perred)  ist eine Ortschaft und eine Commune déléguée in der französischen Gemeinde Bon Repos sur Blavet mit 170 Einwohnern (Stand: 1. Januar 2022) im Département Côtes-d’Armor in der Region Bretagne. Die Einwohner werden Perretois(es) genannt.
Die Gemeinde Perret wurde am 1. Januar 2017 mit Laniscat und Saint-Gelven zur Commune nouvelle Bon Repos sur Blavet zusammen. Sie gehörte zum Arrondissement Guingamp und zum Kanton Rostrenen. Zudem war die Gemeinde Mitglied des 1993 gegründeten Gemeindeverbands Kreiz-Breizh.

## Geographie
Perret liegt etwa 47 Kilometer südwestlich von Saint-Brieuc an der südlichen Grenze des Départements Côtes-d’Armor.

## Sehenswürdigkeiten
- Industriedenkmal Forges des Salles

## Bevölkerungsentwicklung der ehemaligen Gemeinde
| Jahr                       | 1793 | 1800 | 1821 | 1831 | 1841 | 1856 | 1866 | 1876 | 1901 | 1931 | 1962 | 1968 | 1975 | 1982 | 1990 | 1999 | 2006 | 2012 |
| Einwohner                  | 686  | 590  | 644  | 829  | 897  | 704  | 744  | 619  | 696  | 641  | 337  | 318  | 288  | 272  | 220  | 190  | 178  | 175  |
| Quellen: Cassini und INSEE |      |      |      |      |      |      |      |      |      |      |      |      |      |      |      |      |      |      |